# Țibirica
Țibirica è un comune della Moldavia situato nel distretto di Călărași.
Consta di 2.431 abitanti in base al censimento del 2004.

## Località
Il comune è formato dall'insieme delle seguenti località (popolazione 2004):
- Țibirica (2.431 abitanti)
- Schinoasa, costituita nel 2008 e pertanto non recensita[2]